# Салча (Аненій-Нойський район)
Салча (рум. Salcia) — село в Аненій-Нойському районі Молдови. Входить до складу комуни, адміністративним центром якої є село Ботнерешть.